# يو إف سي من الداخل
يو إف سي من الداخل (بالإنجليزية: UFC Ultimate Insider)‏ هو برنامج أسبوعي أمريكي تلفزيوني رياضي يقدم لمحة عن رياضيي الفنون القتالية المختلطة ويقاتل من يو إف سي بتنسيق من وراء الكواليس، مما يمنح المشاهد «وصولاً غير مسبوق» إلى هذه الرياضة.